# Davide Simoncelli
Davide Simoncelli, född den 30 januari 1979 i Rovereto, är en italiensk alpin skidåkare i framför allt storslalom.
Simoncelli debuterade i världscupen i alpin skidåkning 1999. Under sin karrär tog Simoncelli hem två världscupsegrar och sammanlagt åtta pallplatser i storslalom. Fem av dessa pallplatsplaceringar, en seger och fyra andraplatser, var i Gran Risa-backen i Alta Badia. Simoncelli kom på fjärdeplats i världscupen i storslaloms poängliga två gånger: 2006 och 2010.
Under sin karriär deltog Simoncelli i tre vinterolympiader samt sju världscuper för Italien. Simoncelli var även italiensk mästare i storslalom 2012 och 2013. I mars 2015 avslutade Simoncelli sin professionella skidkarriär.